# Gilbert Baker

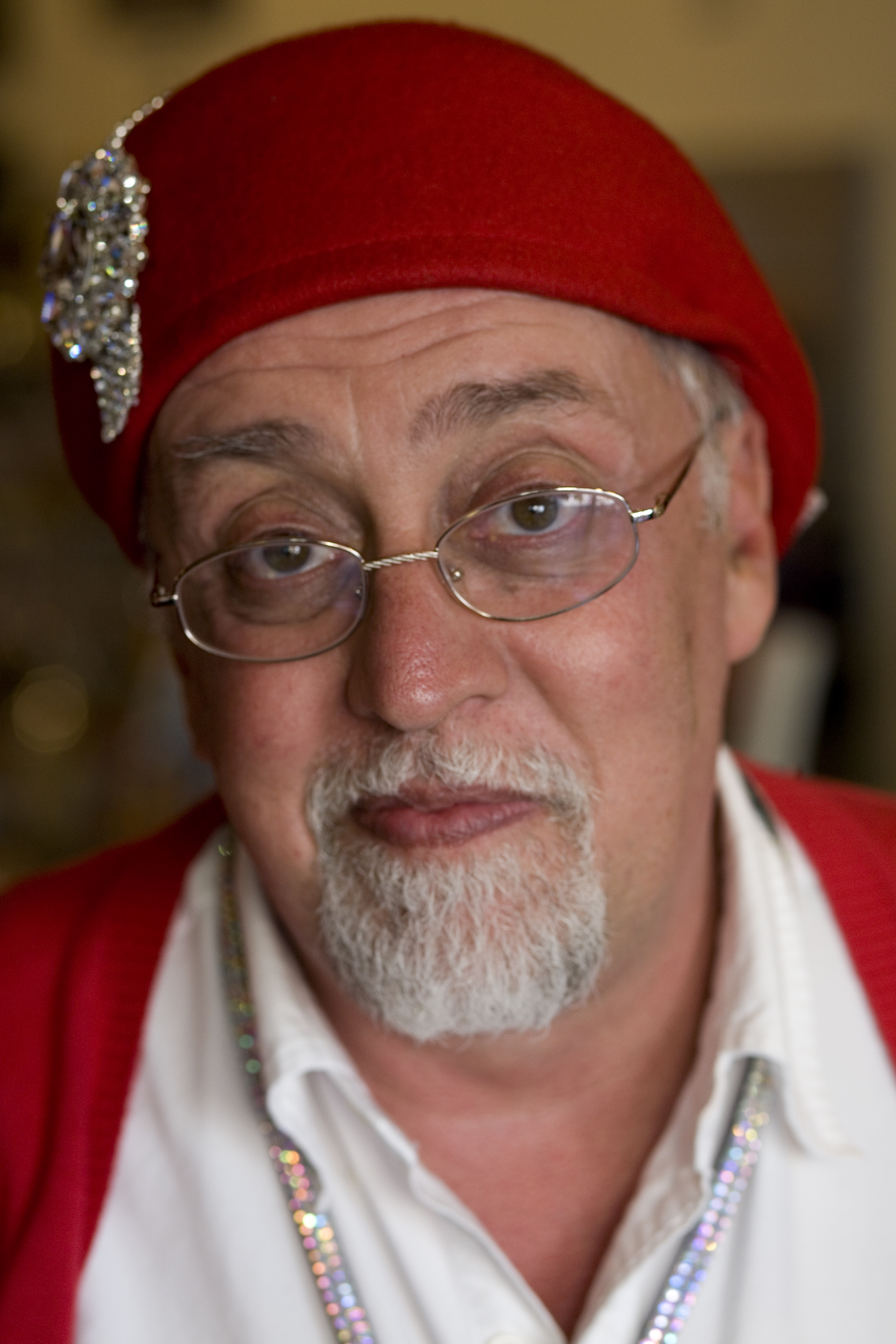
Gilbert Baker in 2012 tijdens de Gay Pride in San Francisco

Gilbert Baker (Chanute, 2 juni 1951 – New York, 31 maart 2017) was een Amerikaans vlagontwerper en homorechtenactivist.
Baker, die in de jaren zeventig bevriend was met Harvey Milk, ontwierp in 1978 een regenboogvlag als symbool voor een vrijheidsdag (Gay Freedom Day Parade) voor homoseksuelen in San Francisco. De vlag groeide uit tot internationaal symbool van de homogemeenschap. Hij bedacht verder vlaggen voor Dianne Feinstein, de Democratische Nationale Conventie, verschillende protesten, politiek leiders van China, Frankrijk, de Filipijnen en Venezuela en de koning van Spanje. In 1994 maakte hij in New York een vlag van 1,25 mijl (2,0 km) groot om te memoreren aan de Stonewall-rellen 25 jaar daarvoor.
Hij overleed in 2017 op 65-jarige leeftijd in zijn woonplaats New York aan de gevolgen van hoge bloeddruk en slagaderverkalking (atherosclerose).